# Sorbat de potassi
El sorbat de potassi o sorbat potàssic és la sal de potassi de l'àcid sòrbic, la seva fórmula química és CH₃CH=CH-CH=CH-CO₂K. És una sal blanca molt soluble en l'aigua (58,2% at 20 °C). Es fa servir principalment com un conservant alimentari (Codi E 202). El sorbat de potassi és efectiu en un gran nombre d'aplicacions que inclouen aliments, vi, i productes de cura personal. Encara que l'àcid sòrbic es troba de manera natural en alguns fruits, virtualment tota la producció mundial de sorbat de potassi es fabrica sintèticament.

## Producció
Industrialment es produeix el sorbat de potassi per la neutralització química de l'àcid sòrbic amb hidròxid de potassi. L'àcid sòrbic precursor es produeix en un procés de dos passos via la condensació de crotonaldehid i quetè.

## Usos
Es fa servir el sorbat de potassi per inhibir floridures i llevats en molts aliments com el formatge, el vi, el iogur, carns assecades, begudes no alcohòliques, sucs de fruita i productes. Es fa servir per preparar productes com el xarop d'auró i batuts de llet que es serveixen en restaurants de menjar ràpid com McDonalds. També es pot trobar com a ingredient en molts fruits secs i d'altres. Redueix els bacteris patògens gàstrics.
Afegit al most del vi regula la prèvia fermentació i clarifica el producte
Algunes floridures (notablement algunes soques de Trichoderma i Penicillium) són capaces de destoxificar els sorbats per descarboxilació, produint piperilè (1,3-pentadiè). El pentadiè dona una olor típica de querosè o petroli.

## Toxicologia
El sorbat de potassi pur és un irritant per a la pell, els ulls i la respiració.
Les dosis culinàries típiques del sorbat potàssic són d'entre 0.025% a 0,1% El màxim acceptable al dia per a consum humà és de 25 mg/kg, o 1750 mg diaris per a un adult mitjà (70 kg). Sota algunes condicions, particularment a altes concentracions o quan es combina amb nitrits, el sorbat de potassi ha mostrat activitat genotòxica in vitro.
S'ha trobat que és tòxic per a l'ADN humà en els limfòcits i, per tant, afecta negativament la immunitat. Sovint s'usa amb àcid ascòrbic i sals de ferro perquè n'augmenten l'efectivitat, però així tendeix a formar compostos mutagènics que danyen les molècules de l'ADN. Ara, tres estudis no han trobat cap efecte cancerigen en rates.